# Doppler (cráter)

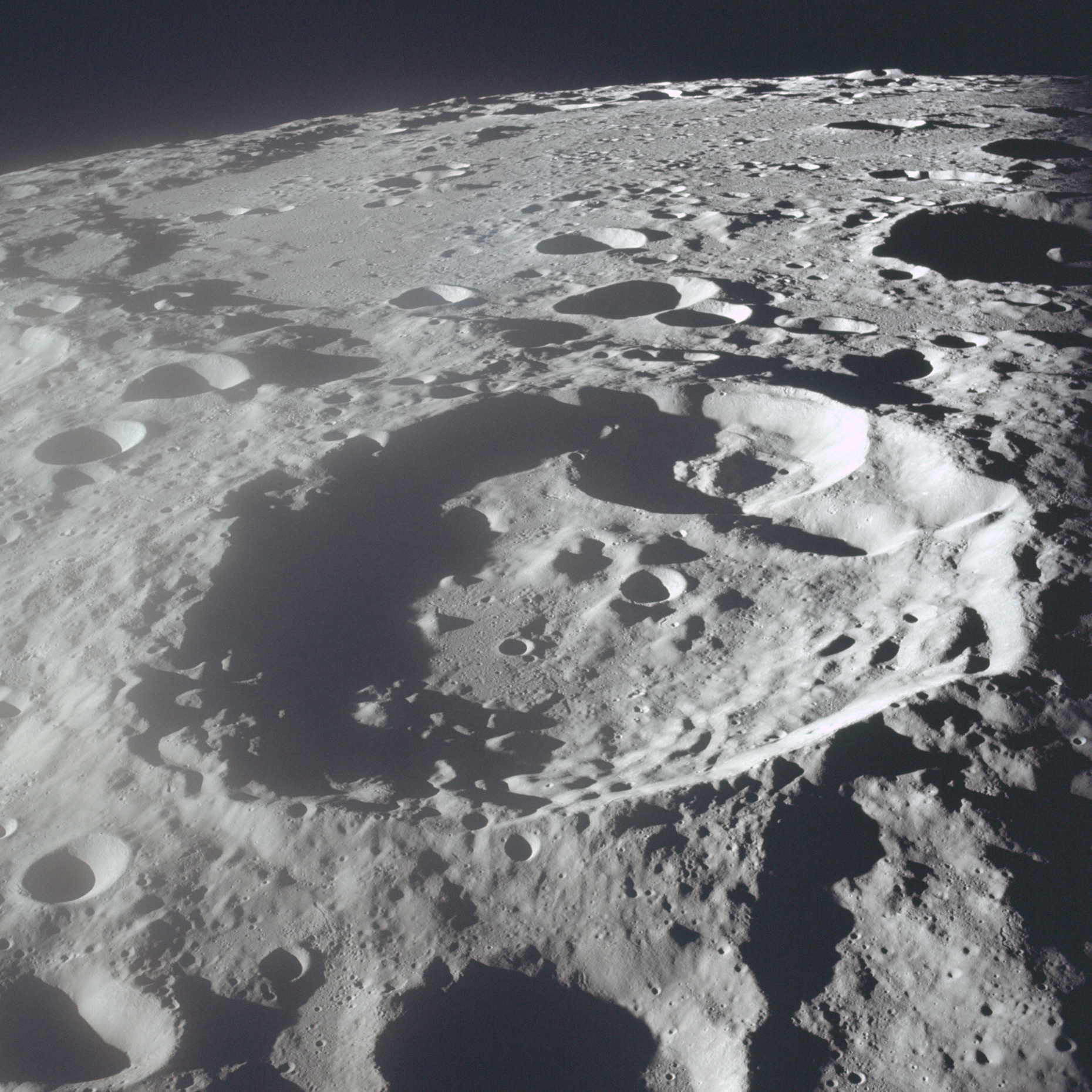
Vista oblicua de Doppler con Korolev arriba, desde el Apolo 17 (Foto NASA)

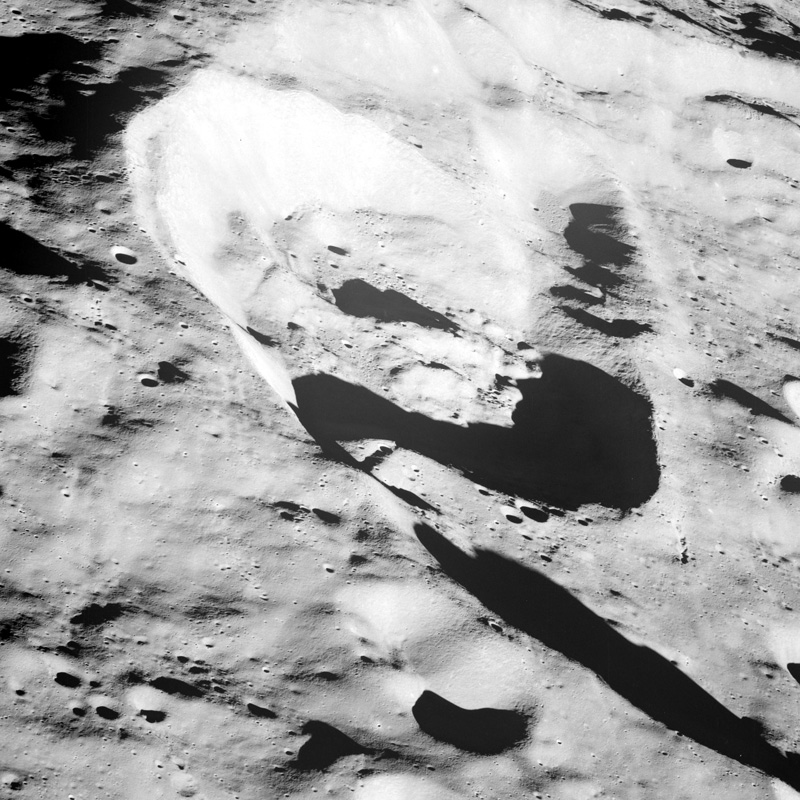
Fotografía de la misión Apolo 8

Doppler es un cráter de impacto localizado en el extremo sur de la llanura amurallada del cráter Korolev, en la cara oculta de la Luna. Al este se encuentran los cráteres Das y Galois. Más al suroeste de Doppler aparece el cráter Mohorovičić.
|  |

El borde de Doppler tiene una forma ligeramente poligonal, con un cráter más pequeño se une al lado interno de la pared noreste. El interior de Doppler es rugosa e irregular, con las paredes exteriores aterrazadas y algo desgastadas, y un complejo de colinas centrales, al norte del punto medio. El cráter Doppler B se encuentra dentro del borde norte, y ocupa una parte del suelo de esta zona. Un pequeño valle atraviesa el fondo del Doppler hacia el sureste desde el borde de Doppler B.

## Cráteres satélite
Por convención estos elementos son identificados en los mapas lunares poniendo la letra en el lado del punto medio del cráter que está más cerca de Doppler.
|         | \| Doppler \| Coordenadas \| Diámetro \| \| ------- \| -------------------------------- \| -------- \| \| B \| 11°48′S 159°24′O / -11.8, -159.4 \| 37 km \| \| M \| 15°24′S 160°00′O / -15.4, -160.0 \| 25 km \| \| N \| 16°54′S 160°30′E / -16.9, 160.5 \| 17 km \| \| W \| 11°00′S 161°42′O / -11.0, -161.7 \| 15 km \| \| X \| 10°18′S 161°18′O / -10.3, -161.3 \| 18 km \| |          |
| Doppler | Coordenadas | Diámetro |
| B       | 11°48′S 159°24′O / -11.8, -159.4 | 37 km    |
| M       | 15°24′S 160°00′O / -15.4, -160.0 | 25 km    |
| N       | 16°54′S 160°30′E / -16.9, 160.5 | 17 km    |
| W       | 11°00′S 161°42′O / -11.0, -161.7 | 15 km    |
| X       | 10°18′S 161°18′O / -10.3, -161.3 | 18 km    |